# In Extremo

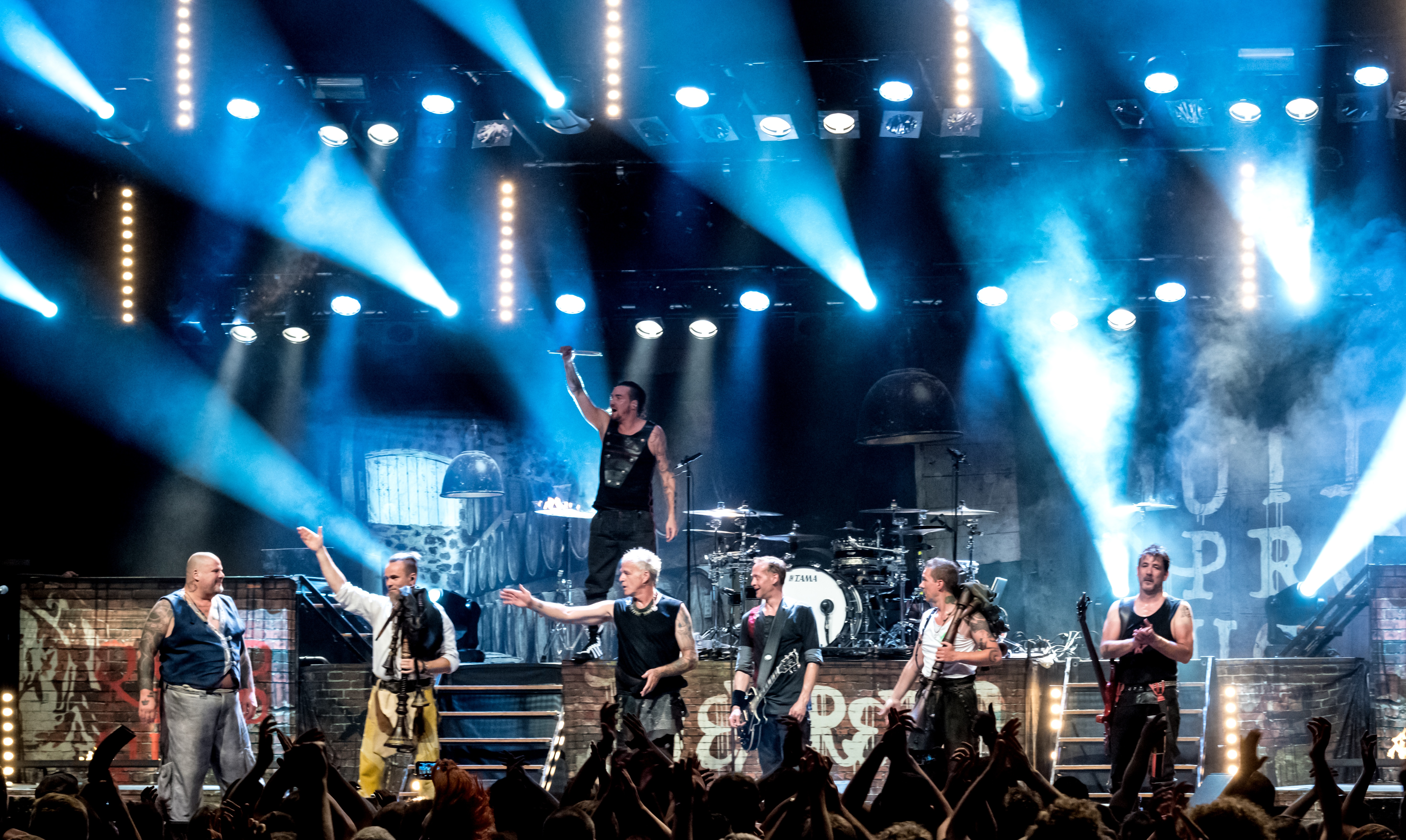
In Extremo, på Tält Music Festival 2018 i Freiburg Tyskland

In Extremo är ett tyskt folk rock/folk metal-band från Berlin som grundades 1995. Förutom elgitarr, basgitarr och trummor använder de även olika instrument med huvudsakligen medeltida ursprung, främst säckpipor men även vevlira, skalmeja, nyckelharpa m.m. Även många av texterna har medeltida ursprung och är skrivna på olika språk som till exempel latin, isländska, hebreiska, franska och även svenska.

## Medlemmar
Nuvarande medlemmar
- Das letzte Einhorn (Michael Robert Rhein) – sång, gitarr, munspel, flöjt, cittra, darbuka, binioù kozh (1995– )
- Van Lange (Sebastian Oliver Lange) – gitarr, cittra (1999– )
- Die Lutter (Kay Lutter) – basgitarr, marintrumpet, slagverk (1995– )
- Dr. Pymonte (André Strugala) – säckpipa, skalmeja, hackbräde, harpa, sampler, effektpedal, marintrumpet (1996– )
- Flex der Biegsame (Marco Ernst-Felix Zorzytzky) – säckpipa, uilleann pipe, skalmeja, vevlira (1995– )
- Yellow Pfeiffer (Boris Pfeiffer) – säckpipa, skalmeja, nyckelharpa (1997– )
- Specki T.D. (Florian Speckardt) – slagverk (2010– )

Tidigare medlemmar
- Die rote Füchsin (Conny Fuchs) – säckpipa (1995–1996)
- Thomas der Münzer (Thomas Mund) – gitarr (1995–1999)
- Sen Pusterbalg (Mathias Aring) – säckpipa (1995–1997)
- Der Morgenstern (Reiner Morgenroth) – slagverk (1995–2010)

## Diskografi (urval)
Studioalbum
- 1996 – Gold
- 1997 – Die Goldene
- 1998 – Hameln
- 1998 – Weckt die Toten!
- 1999 – Verehrt und angespien
- 2001 – Sünder ohne Zügel
- 2003 – 7
- 2005 – Mein rasend Herz
- 2006 – Hameln 2006
- 2008 – Sängerkrieg
- 2011 – Sterneneisen
- 2013 – Kunstraub
- 2016 – Quid Pro Quo
- 2020 – Kompass zur Sonne

Livealbum
- 1998 – Die Verrückten sind in der Stadt
- 2002 – Live 2002
- 2006 – Raue Spree 2005
- 2008 – Sängerkrieg Akustik Radio Show
- 2009 – Am Goldenen Rhein
- 2012 – Sterneneisen Live - Laut sind wir und nicht die Leisen

EP
- 2005 – Horizont

Singlar
- 1998 – "Ai Vis Lo Lop"
- 2000 – "Vollmond"
- 2003 – "Küss mich"
- 2003 – "Erdbeermund"
- 2005 – "Nur ihr allein"
- 2006 – "Liam"
- 2008 – "Frei zu sein"
- 2016 – "Sternhagelvoll"

Samlingsalbum
- 2001 – Weckt die Toten! / Verehrt und angespien (3xLP)
- 2004 – In Extremo Collectors Box Set (2CD)
- 2006 – Kein Blick zurück
- 2015 – 20 wahre Jahre - CD-Collection 1995-2015